# Вестербург
Вестербург (нем. Westerburg) — город в Германии, в земле Рейнланд-Пфальц. 
Входит в состав района Вестервальд. Подчиняется управлению Вестербург.  Население составляет 5488 человек (на 31 декабря 2010 года). Занимает площадь 18,48 км². Официальный код  —  07 1 43 308.
Город подразделяется на 3 городских района.